# پایگاه هوایی تاتیاما
پایگاه هوایی تاتیاما (به انگلیسی: JMSDF Tateyama Air Base) (به زبان بومی: 館山航空基地) یک فرودگاه نظامی است که یک باند فرود آسفالت دارد و طول باند آن ۳۰۰ متر است. این فرودگاه در شهر تاتیاما، چیبا کشور ژاپن قرار دارد .